# Чаваш-Вармане
Національний парк «Чаваш Вармане» (чув. «Чăваш вăрманĕ» наци паркĕ) — національний парк, створений в 1993 році на території Шемуршинського району Чуваської Республіки для збереження місцевого природного комплексу.

## Історія
Утворено 20 червня 1993 року Постановою Уряду РФ № 588 «Про утворення національного парку „Чаваш-Вармане“ Федеральної служби лісового господарства Росії».
У 2011 році нагороджений дипломом переможця конкурсу «Сім чудес Чувашії» в номінації «Чудо природи».

## Географія
- Загальна площа — 25200 гектарів
- Протяжність з півночі на південь — 24 км
- Протяжність із заходу на схід — 17 км

По території парку протікає річка Абамза.

## Флора і фауна
- Ліси займають 95 % території (частка соснових насаджень складає 45,3 %, березових — 27,1 %, осикових — 14,6 %, липових — 7,4 %, вільхових — 2,4 %, ялинових — 1,4 %, дубових — 1,6 %, кедрових, ясеневих, кленових та вербових — 0,2 %).
- Зростає близько 800 видів рослин, виявлено 57 видів рослин, включених до Червоної книги Чуваської Республіки.
- Мешкають 44 види ссавців.
- Мешкають 184 види птахів.
- Мешкають 6 видів плазунів.
- Мешкають 11 видів земноводних.
- Мешкають 19 видів риб.

### Види, включені в Червону книгу РФ
11 видів птахів, 1 вид ссавців та 3 види комах, зазначених на території національного парку, включені до Червоної книги Російської Федерації

#### Ссавці
- Desmana moschata

#### Птахи
- Aquila chrysaetos
- Numenius arquata
- Aquila clanga
- Circaetus gallicus
- Haematopus ostralegus
- Lanius excubitor excubitor
- Aquila heliaca
- Circus macrourus
- Haliaeetus albicilla
- Bubo bubo
- Ciconia nigra

#### Риби
- Alburnoides bipunctatus

#### Комахи
- Osmoderma eremita
- Parnassius apollo
- Bombus fragrans